# Rotating Savings and Credit Association
Un ROSCA o Associazione per il risparmio e il credito a rotazione (Rotating Savings and Credit Association) è un gruppo di persone che decide di mettersi assieme per un determinato periodo (in genere circa un anno) per prestarsi del denaro a vicenda.  I ROSCA rappresentano delle vere e proprie banche dei poveri, dove i soldi non si fermano a lungo e cambiano di mano rapidamente, soddisfacendo sia bisogni di consumo che di produzione." Secondo M.K. Gugerty, esperta di microfinanza, lo scopo delle ROSCA non consiste nel velocizzare l'acquisto di un bene di consumo, bensì nel poter accantonare il denaro in modo da evitare che questo venga speso per altri motivi di natura economica o familiare. Anderson, Baland e Moene attribuiscono proprio a quest'ultimo motivo il successo dei ROSCA; il cosiddetto "motivo di conflitto familiare" spiega perché la maggior parte dei membri di queste associazioni siano donne sposate che cercano di sottrarre ai mariti la possibilità di spendere il denaro accumulato.

## Struttura
Nelle comunità rurali gli incontri del gruppo possono essere regolari o connessi ai cicli stagionali di disponibilità finanziaria. Ogni membro contribuisce con la stessa somma ad ogni incontro, ed ogni volta uno di loro prende la somma totale per intero. Come risultato abbiamo che ogni membro può accedere ad una grande somma di denaro durante la vita della ROSCA ed usarla per lo scopo che ritiene opportuno. Questo metodo di risparmio è un'alternativa popolare al conservare i soldi nella propria casa, dove, la famiglia o i familiari potrebbero domandare l'accesso a tale somma.
Ogni operazione finanziaria è sotto gli occhi di tutti durante gli incontri, e finché i soldi non sono tornati al gruppo, non è necessario tenere alcun registro. Generalmente l'ordine con cui si ottiene la somma viene stabilito durante il primo incontro in cui i nomi vengono pescati a sorteggio da un cappello. Tutte queste caratteristiche fanno del sistema un modello di trasparenza e semplicità che si adatta bene a comunità dove sia il livello di istruzione è basso e sia dove l'esercizio del diritto per la protezione della proprietà collettiva è debole. Secondo un'indagine sulle ROSCA bengalesi effettuata da Rutherford nel 1997, il 70 per cento delle associazioni presenti era composto da persone appartenenti allo stesso quartiere.
Il sistema inoltre riduce il rischio per i membri in quanto la durata dei ROSCA è limitata temporalmente a 12 mesi al massimo. Inoltre ogni membro riceve almeno una volta l'intera somma raccolta, il che riduce la grandezza della perdita nel caso in cui qualcuno avendo ottenuto la somma prima degli altri decida di non ripagarla continuando la rotazione.

## Tipologie e distribuzione
In modo diffuso è chiamato "comitato" chit fundsin India e in Pakistan, Ekub in Etiopia, loteri samities in Bangladesh, Susus in Africa Occidentale e nei Caraibi, Seettuva in Sri Lanka, tontine in Cambodia, wichin gye in Korea, arisan in Indonesia, likelemba nella Repubblica Democratica del Congo, xitique in Mozambico and djanggis in Cameroon, tandas in America Latina, Game'ya in Medio Oriente, Tanomosiko in Giappone,  ROSCAs è un termine informale; termini come gruppi 'pre-cooperativi' o gruppi di microfinanza sono stati documentati nel mondo dei paesi in via di sviluppo.  Uno studio comparativo dell'antropologo Clifford Geertz, pubblicato nel 1962, documenta forme di ROSCA a Modjokuto (Pare) nell'est Giava. Note sotto il nome di arisan ("mutuo aiuto"), sono descritte come un"istituzione "intermedia" cresciuta con la struttura sociale dei paesi per armonizzare le forme dell'economia agraria con le forme dell'economia commerciale, agendo come un ponte tra atteggiamenti paesani e commerciali verso il denaro e il suo uso."
Gli individui nella ROSCA si scelgono l'un l'altro, ciò assicura che la partecipazione sia basata sulla fiducia e sulla Capitale sociale (sociologia) e su di un senso genuino a partecipare volontariamente.

## Rotazione o accumulo?
Le ROSCA hanno similitudini e differenze con le Associazioni di risparmio e accumulo del credito o ASCA. Nella loro tipologia più formalizzata, le ASCA rappresentano strutture equiparabili a quelle di cooperative di credito (Credit unions) che svolgono funzioni simili a quelle di una banca per i piccoli villaggi. Documentata esaustivamente in Sud Asia da Rutherford, le ASCAs sono anche loro limitate temporalmente come un gruppo di microfinanza informale. Ma diversamente dalle ROSCA tuttavia, scelgono che uno dei loro membri gestisca un fondo interno. Sono tenuti dei registri e ciò che avanza viene dato in prestito. Dopo un periodo prefissato (solitamente di 6-12 mesi) tutti i prestiti vengono richiamati indietro e il fondo, con gli interessi accumulati, è redistribuito tra i membri.
Da anni chi si occupa di Sviluppo Internazionale rimane colpito dai potenziali benefici nel tentare di collegare Rosca e ASCA al sistema finanziario formale. Ma tali tentativi tendono ad annullare il proposito volontario di questi gruppi e distorcono la reale e voluta partecipazione dei membri in vista di un futuro accesso a fondi esterni . CARE International è un'agenzia non-governativa americana, e ha largamente diffuso le ASCA in una forma standardizzata fino a raggiungere in Africa 2 milioni di persone. Queste ASCA standardizzate sono chiamate "Banche di Villaggio" (Village Savings and Loan Associations o VSLA), e comprendono di solito dai 10 ai 20 partecipanti che gestiscono i risparmi e i prestiti per un periodo limitato (di solito 12 mesi). Diversamente dalle ASCA non ufficiali, viene usata una cassetta con tre serrature per tenere al sicuro i fondi, inoltre si hanno procedure standard di selezione delle persone da assegnare ai vari compiti, mantenendo un"accorta divisione tra i vari compiti come la scrittura dei registri, il conteggio di denaro, i moderatori agli incontri ecc. Le rate di interesse sul prestito variano attorno al 5-10% al mese, mentre alla fine del ciclo le rendite totali sono attorno al 30-60% del capitale investito.
Alla fine di giugno 2012 le agenzie di sviluppo (inclusa la CARE, l'Oxfam, la CRS e PLAN) hanno attuato programmi per 1.8 milioni di persone in 23 stati, in Africa soprattutto.. Il "Savings Group Information Exchange", a è stato un progetto della Bill e Melinda Gates Foundation che ha fornito ricerche con database on-line fornendo indicatori che permettessero una comparazione rispetto al risparmio, ai prestiti per ogni membro, al paese di appartenenza, ai beni posseduti e alla percentuale femminile nel programma.
Un'altra interessante variante su questo tema è il Deposito a termine che fece parte della linea di produzione delle building societies nell'ultima metà del diciannovesimo secolo. Fornendo a molti lavoratori i fondi richiesti per la costruzione delle loro case di proprietà.